# Vameș, Galați
Vameș este un sat în comuna Piscu din județul Galați, Moldova, România.

## Conținutul Satului
Străzile principale ale satului sunt: Strada Troiței, Strada Ghica Deleni, Strada Parcului și Strada Bisericii. Locurile principale ale satului sunt biserica "Nașterea Maicii Domnului", parcul, stația de autobuz folosită de autobuzul școlar care transportă elevii din Vameș în școala din Piscu, și gara care poartă numele satului, troița de la intersecția străzii Ghica Deleni și Străzii Troiței, precum și trei magazine alimentare.
Mai există și un cămin cu două școli, căminul fiind folosit uneori pentru organizarea activităților de cultură, iar cele două școli fiind abandonate, una cea veche în partea de nord a satului fiind dărâmată, iar cea nouă arătând destul de bine, însă fiind nefolosită deoarece nu au fost destui elevi în sat pentru funcționarea școlii, iar elevii din Vameș urmând să învețe la școlile din comuna alăturată, Piscu. Un SMT (Stațiunea de Mașini și Tractoare) în partea de Nord-Vest a satului este prezent dar totuși și acela abandonat.
Vameș are drumuri din beton pe mai multe străzi des-circulate, cu canale pentru apă de ploaie pe ambele părți, dar restul drumurilor din sat sunt făcute din pietriș.

## Geografie
Satul Vameș este situat pe o câmpie, care se elevează ușor cu cât mergi mai în Est, învecinat de pârâul Geru, și situat în aproierea pădurii de lângă râul Siret. Pe lângă DN25 este și o cale ferată, care este cu câțiva metri mai înaltă decât majoritatea terenului din jur, situată pe un deal artificial care poate fi traversat prin urcare pe picior, sau prin podul de peste drumul care trece prin deal și conectează cele două părți ale satului.

## Istorie
În urma inundăliilor din 2014 provocate de tulburări ale pârâului Geru, mai multe sate în care se numără și Vameș, în Martie 2014, au reconstruit un dig lat de 4 metri, după ce a fost spart de ape în Septembrie în același an. Lucrările au costat în jur de 100.000 de lei. Aceste lucrări au sperat să încheie inundațiile care se făceau pe pășune în jur de o lună în fiecare an.
Aceste inundații au lăsat multe familii fără casă, distrugându-le casele la cei care stăteau în Sud-Vestul Vameșului, unde pământul era la o înălțime scăzută și vulnerabilă. Însă, a fost construit cartierul "Un Zâmbet" ca extensie a comunei vecine Piscu, care a aprovizionat adăpost pentru numeroasele vieți rămase pe străzi Vameș din cauza apelor.
În August 2018, Vameș a fost afectat de Pesta Porcină Africană, care a adus diferite autorități să testeze fiecare porc deținut din Vameș, care dacă avea o suspiciune că are boala, ar fi fost luat cu forța și ucis pentru prevenirea răspândirii, însă mulți deținători de porci au acuzat autoritățile de ucidere a porci sănătoși, fiind cazuri în care au fost porci uciși fără o analiză clară care să dovedească că sunt infectați, însă autoritățile nu erau interzise să ucidă porcii suspecți fără o analiză. Asta a dus la probleme pentru oamenii care creșteau porci, pentru că venitul lor tocmai a fost micșorat drastic sau tăiat, fiind înlocuit de o sumă mică de bani dată de autorități.